# Leon Rotman
Leon Rotman (Bucarest, 22 luglio 1934) è un ex canoista rumeno.

## Palmarès
Olimpiadi
- 3 medaglie:
  - 2 ori (C1 1000 m a Melbourne 1956, C1 10000 m a Melbourne 1956)
  - 1 bronzo (C1 1000 m a Roma 1960).